# Hennadij Kowtunow
Hennadij Iwanowycz Kowtunow (ukr. Геннадій Іванович Ковтунов, ur. 10 listopada 1956 w Żdanowie, obecnie Mariupol) – ukraiński lekkoatleta, trójskoczek. W czasie swojej kariery reprezentował Związek Radziecki.
Zdobył srebrny medal w trójskoku na mistrzostwach Europy juniorów w 1975 w Atenach. Na halowych mistrzostwach Europy w 1978 w Mediolanie zajął w tej konkurencji 11. miejsce.
Zdobył brązowy medal w trójskoku na halowych mistrzostwach Europy w 1980 w Sindelfingen, przegrywając jedynie z Bélą Bakosim z Węgier i swym kolegą z reprezentacji ZSRR Jaakiem Uudmäe.
Rekord życiowy Kowtunowa w trójskoku na otwartym stadionie wynosił 16,94 m (ustanowiony 18 sierpnia 1978 w Kiszyniowie), a w hali 16,70 m (4 lutego 1979 w Wilnie).
Ukończył Lwowski Państwowy Uniwersytet Kultury Fizycznej w 1978. Pracował jako trener w Mariupolu w latach 1984–1990.